# George Cowgill
George L. Cowgill (Grangeville, Idaho; 19 de diciembre de 1929-31 de julio de 2018) fue un antropólogo y arqueólogo estadounidense. Actualmente ocupa un puesto como profesor emérito de la Universidad Estatal de Arizona. La mayor parte de sus investigaciones las ha dedicado a la ciudad de Teotihuacán.

## Perfil
Cowgill se formó inicialmente como físico en las universidades Stanford e Iowa, donde obtuvo los grados de Bachellor y Master of Science en 1952 y 1954 respectivamente. Además participó en algunos espacios de creación literaria en su época de estudiante universitario. Entre sus intereses científicos se encuentra el análisis comparativo de las sociedades urbanas y la interrelación entre los individuos que las forman con el medio ambiente en que se desarrolla la vida urbana.

## Obra
Las sociedades mesoamericanas han constituido el tema principal de los trabajos de Cowgill. Su tesis doctoral, presentada en Harvard en 1963, versaba sobre la sociedad maya del Posclásico. Ha hecho notables contribuciones al conocimiento de la ciudad de Teotihuacán. En esa zona arqueológica tomó parte en el Proyecto de Mapeo de Teotihuacán (Teotihuacān Mapping Project, en inglés) encabezado por René Millon en los años sesenta. Posteriormente participó con Saburo Sugiyama y Rubén Cabrera en otra temporada de excavaciones que permitieron comprobar que el estado teotihuacano se valió también de medios militares para sostenerse e imponerse a otras sociedades mesoamericanas. Estos descubrimientos ayudaron a modificar radicalmente la visión predominante de Teotihuacán como un estado teocrático y pacífico.

## Publicaciones
- Cowgill, G.L., Millon, R. and Drewitt, R. B. (1973). Urbanization at Teotihuacān, Mexico. Volume 1: The Teotihuacān map. Part 2: maps. Austin: University of Texas Press.

- Cowgill, G.L. and Yoffee, N., Eds. (1988). The collapse of ancient states and civilizations. Tucson: University of Arizona Press.